# Словачка на Светском првенству у атлетици на отвореном 2015.
Словачка је на Светском првенству у атлетици на отвореном 2015. одржаном у Пекингу од 22. до 30. августа, учествовала дванаести пут, односно учествовала је под данашњим именом на свим првенствима  од 1993. до данас. Репрезентацију Словачке представљало је 16 такмичара (8 мушкараца и 8 жена) који су се такмичили у 13 дисциплина (6 мушких и 7 женских).,
На овом првенству Словачка је по броју освојених медаља делила 15. место са 1 освојеном медаљом (златна).
У табели успешности према броју и пласману такмичара који су учествовали у финалним такмичењима (првих 8 такмичара) Словачка је са два учесника у финалу делила 37. место са 9 бодова.
| Плас. | Земља    | 1. место | 2. место | 3. место | 4. место | 5. место | 6. место | 7. место | 8. место | Бр. финал. | Бод. |
| ----- | -------- | -------- | -------- | -------- | -------- | -------- | -------- | -------- | -------- | ---------- | ---- |
| =37.  | Словачка | 1        | 0        | 0        | 0        | 0        | 0        | 0        | 1        | 2          | 9    |

## Учесници
| Мушкарци: - Јозеф Репчик — 800 м - Антон Кучмин — ходање 20 км - Матеј Тот — ходање 50 км - Душан Мајдан — ходање 50 км - Мартин Тиштјан — ходање 50 км - Матуш Бубеник — Скок увис - Марсел Ломницки — Бацање кладива - Patrik Zenúch — Бацање копља | Жене: - Ивета Путалова — 400 м - Луција Клоцова — 800 м - Катарина Берешова — Маратон - Марија Чакова — ходање 20 км - Марија Галикова — ходање 20 км - Јана Велдјакова — Скок удаљ - Дана Велдјакова — Троскок - Мартина Храшнова — Бацање кладива |  |

## Резултати

### Мушкарци
| Атлетичар       | Дисциплина     | Лични рекорд | Квалификације   | Квалификације   | Полуфинале           | Полуфинале           | Финале                                      | Финале       | Детаљи                                      |
| Атлетичар       | Дисциплина     | Лични рекорд | Резултат        | Место           | Резултат             | Место                | Резултат                                    | Место        | Детаљи                                      |
| --------------- | -------------- | ------------ | --------------- | --------------- | -------------------- | -------------------- | ------------------------------------------- | ------------ | ------------------------------------------- |
| Јозеф Репчик    | 800 м          | 1:44,94 НР   | 1:48,26         | 5. у гр. 2      | Није се квалификовао | Није се квалификовао | Није се квалификовао                        | 31 / 44 (45) | Архивирано на веб-сајту (29. новембар 2015) |
| Антон Кучмин    | 20 км ходање   | 1:21:59      |                 |                 |                      |                      | 1:27:46                                     | 44 / 50 (61) | Архивирано на веб-сајту (29. новембар 2015) |
| Матеј Тот       | 50 км ходање   | 3:34:38 НР   | 3:40:32         |                 |                      |                      |                                             |              |                                             |
| Душан Мајдан    | 50 км ходање   | 3:53:26      | 3:58:57 ЛРС     | 30 / 38 (61)    |                      |                      |                                             |              |                                             |
| Мартин Тиштјан  | 50 км ходање   | 3:59:05      | дисквалификован | дисквалификован |                      |                      |                                             |              |                                             |
| Матуш Бубеник   | Скок увис      | 2,31д        | 2,17            | 17. у гр. Б     |                      |                      | није се квалификовао                        | 37 / 39 (41) |                                             |
| Марсел Ломницки | Бацање кладива | 79,16        | 74,51 кв        | 5. у гр. А      | 75,79                | 8 / 30               |                                             |              |                                             |
| Patrik Zenúch   | Бацање копља   | 84,83        | 69,31           | 16. у гр. А     | није се квалификовао | 33 / 33              | Архивирано на веб-сајту (26. новембар 2015) |              |                                             |

### Жене
| Атлетичарка       | Дисциплина     | Лични рекорд | Квалификације | Квалификације | Полуфинале            | Полуфинале            | Финале                | Финале       | Детаљи |
| Атлетичарка       | Дисциплина     | Лични рекорд | Резултат      | Место         | Резултат              | Место                 | Резултат              | Место        | Детаљи |
| ----------------- | -------------- | ------------ | ------------- | ------------- | --------------------- | --------------------- | --------------------- | ------------ | ------ |
| Ивета Путалова    | 400 м          | 52,18        | 52,52         | 7. у гр. 1    | Није се квалификовала | Није се квалификовала | Није се квалификовала | 36 / 41 (42) |        |
| Луција Клоцова    | 800 м          | 1:58,51      | 2:01,35 кв    | 3. у гр. 4    | 1:59,14               | 7. у гр. 3            | Није се квалификовала | 13 / 44 (45) |        |
| Катарина Берешова | Маратон        | 2:36:20      |               |               |                       |                       | 2:37:24               | 22 / 52 (67) |        |
| Марија Чакова     | 20 км ходање   | 1:32:23      | 1:36:08       | 30 / 42 (50)  |                       |                       |                       |              |        |
| Марија Галикова   | 20 км ходање   | 1:31:42 НР   | 1:36:08       | 41 / 42 (50)  |                       |                       |                       |              |        |
| Јана Велдјакова   | Скок удаљ      | 6,72         | 6,56          | 8. у гр. А    |                       |                       | Нису се квалификовале | 17 / 31 (34) |        |
| Дана Велдјакова   | Троскок        | 14,51 НР     | 13,76         | 7. у гр. А кв | 15 / 27 (28)          |                       | Нису се квалификовале |              |        |
| Мартина Храшнова  | Бацање кладива | 76,90 НР     | 68,80         | 7. у гр. Б    | 16 / 30 (31)          |                       | Нису се квалификовале |              |        |